# ذا تينج تينجس
ذا تينج تينجس هما ثنائى الروك الإنجليزي جول دي مارتينو (الجيتار، والغناء، البيانو) وكاتي وايت (غناء، والجيتار والطبول والجيتار الباس). تشكلت الفرقة في ديسمبر 2007 في هاكني، لندن، في حين يوجد مقرها في ايسلنجتون، والاستوديو في سالفورد. واصدرا أربعة اغنيات من إنتاج Columbia Records UK في المملكة المتحدة، بما في ذلك «هذا ليس اسمي» والتي حصلت على الرقم 1 في المملكة المتحدة في 18 مايو 2008  واصدرا الألبوم بدأنا لا شيء يوم 19 مايو 2008، وحصلا على الرقم 1 في المملكة المتحدة.

## الخلفية التاريخية
بدأت كاتي وايت حياتها المهنية في الموسيقى مع اثنين من اصدقائها من مدرسة لوتون، هما ماريون سيمان وايما للي وكونوا فرقة TKO. وحققت الفرقة بعض النجاح.وفي آذار / مارس 2001، جلب ديفيد وايت الشاعر جول دي مارتينو الذي كتب أربع أغنيات لTKO. وانتقل دي مارتينو إلى مانشستر.ووقع الثنائى إلى "Mercury Records".ومع ذلك، نظرا لتغيير المديرين، دفعهم أسلوب الإدارة تسجيل إلى الانقسام. وأدت تلك التجربة إلى عدم ثقة كاتى ودى مارتينو في صناعة الموسيقى.

## تكوين الفريق
أطلق الثنائى اسم "The Ting Tings" على فرقتهم.الاسم يأتي من الاسم الأول لزميلة كاتى الصينية. وأدى ذلك إلى اهتمام عشاق الموسيقى الآسيوية بهم، وشهدا نجاحا كبيرا في اليابان.
وبعد إصدار ثلاث اغانى. كان أول نجاح للفرقة في "The Mill".

## Exposure

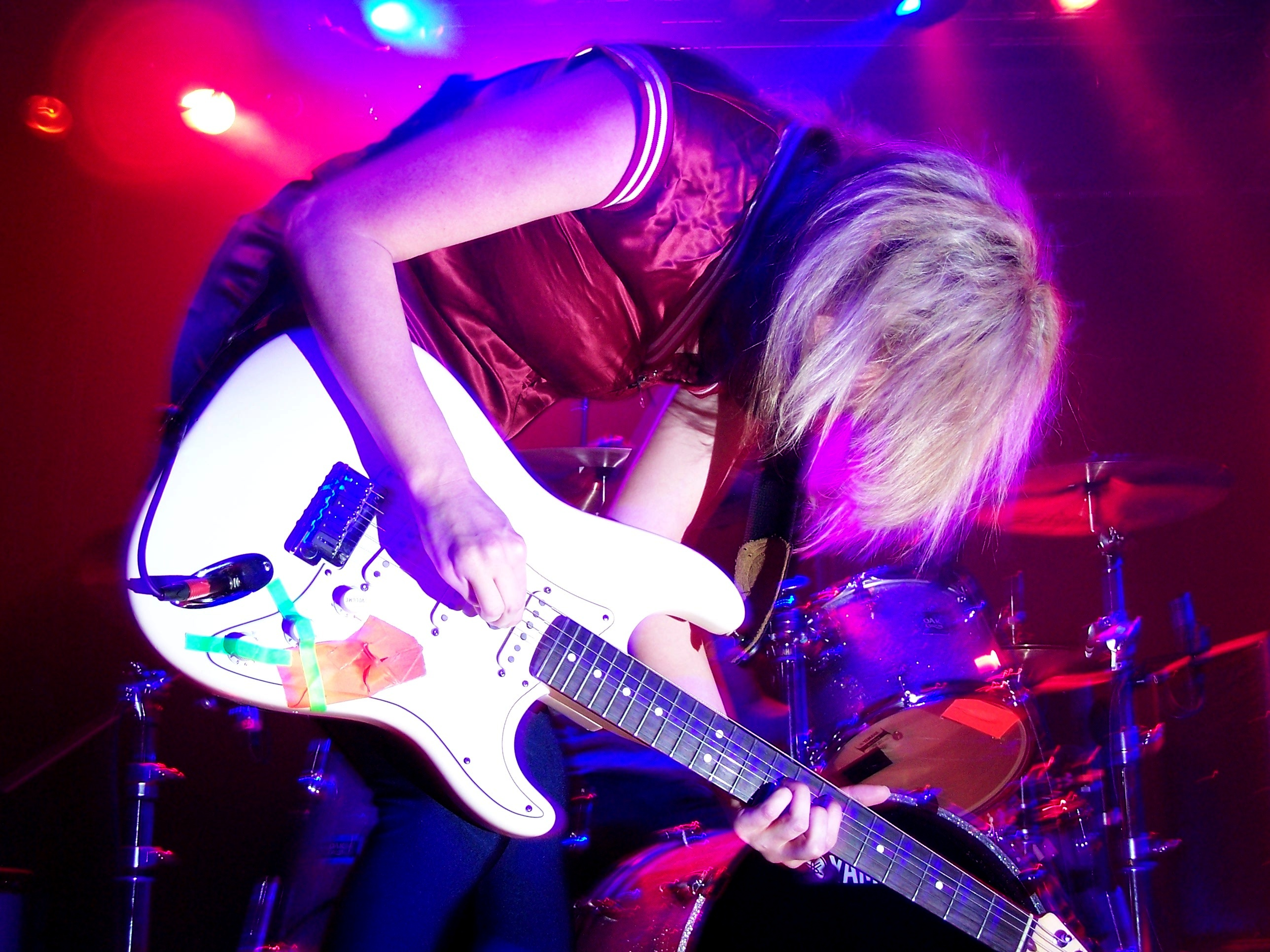
المنفذ في المسرح متنوعة في اتلانتا بولاية جورجيا يوم 23 أكتوبر 2008

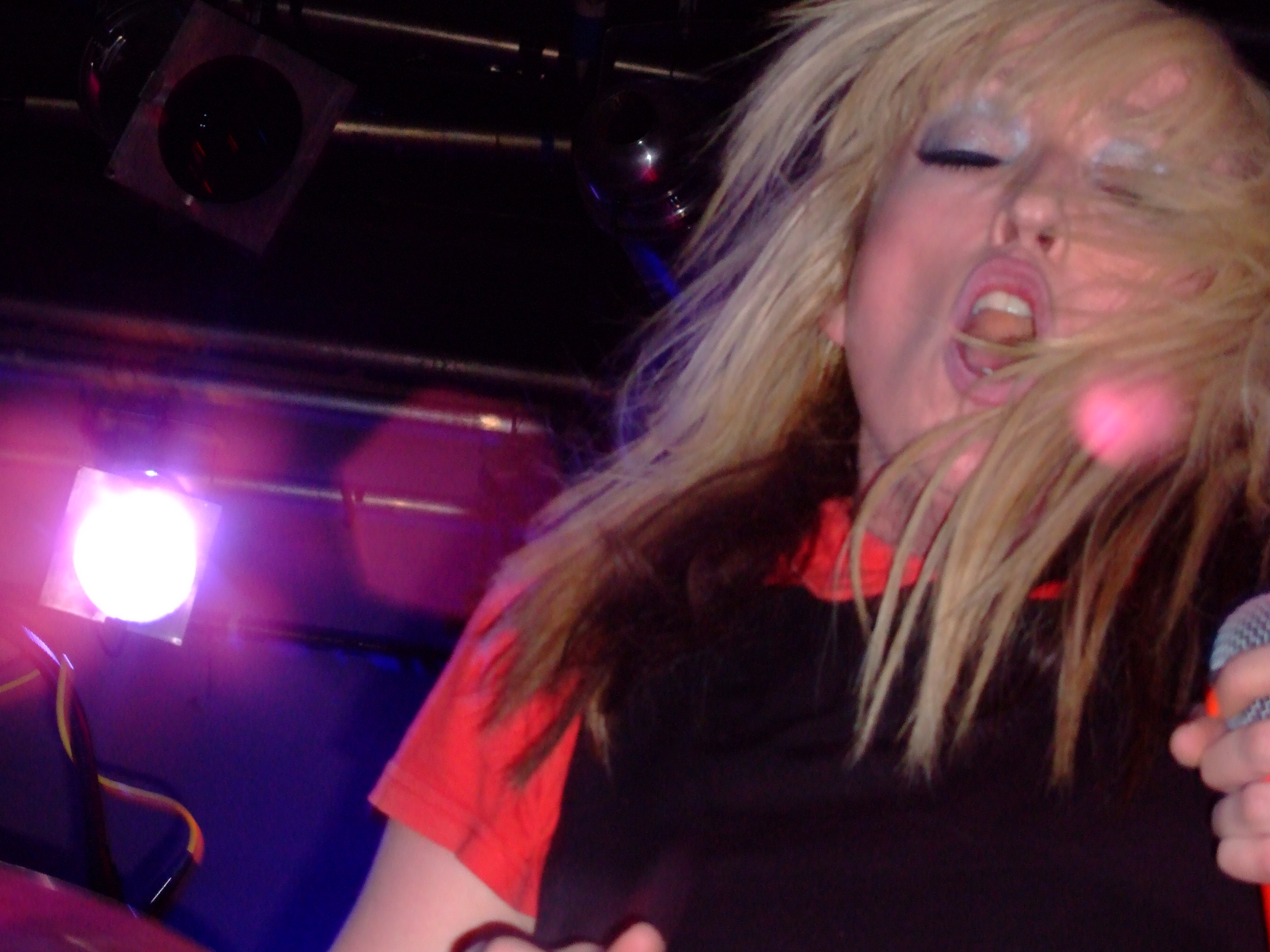
الأولو المنفذ في لندن، 16 أبريل 2008

أصدر الثنائى أول اغانيهم "That's Not My Name/Great DJ" وأصدر في Switchflicker ، مع أغنية "Fruit Machine"، واستمر عرض الاغنيتان في الإذاعة البريطانية. وكانت "Fruit Machine" طبعة محدودة، 500 نسخة، متاحة فقط في " Islington Mill"، في ايسلنجتون، وبرلين في ألمانيا وفي بروكلين، وفي مدينة نيويورك. كان لديهم أداء ملحوظا في مهرجان جلاستنبرى عام 2007، وبعد جولة تشرين الأول / أكتوبر 2007 في جامعات المملكة المتحدة، وقعا لتسجيلات كولومبيا. 
وعلى الرغم من أن خلال أدائهم يبقى جول معظم الوقت يبقى جالسا على الدرامز، فإنه أحيانا يعلب الجيتار، أما كاتى فتلعب مجموعة متنوعة من الالات الموسيقية (على سبيل المثال، لوحة المفاتيح، الجيتار والطبول) فضلا عن التحرك والرقص على المسرح، الأمر الذي يجعل الأداء ديناميكيا للغاية (كما هو موضح في الصور الفوتوغرافية التي التقطت في مسرح فارايتي.
وفي يناير 2008، حصلا على المركز الثالث في الاستطلاع السنوي للبي بي سي 6 - «خبراء صناعة الموسيقى» أصوات عام 2008.

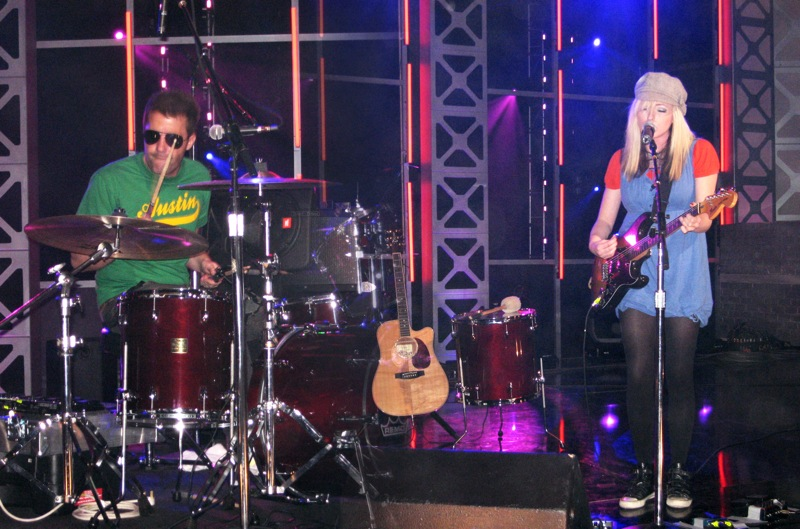
المنفذ في الجنوب والجنوب الغربي في عام 2008

وكان أول أغنية لهما تصدر في كولومبيا ""Great DJ"، الذي بث كثيرا على راديو بي بي سي 1 وXfm في المملكة المتحدة، وروج له من المجلات مثل NME. اما أغنية "Shut Up and Let Me Go" فظهرت تجاريا على أجهزة أي بود في أواخر نيسان / أبريل 2008، واحتلت رقم # 55 على Billboard Hot 100. 

## 2008-2009:بدأنا لا شيء
أطلقت الفرقة أول ألبوم لها، بدأنا لا شيء، يوم 19 مايو 2008. وكان قد تسربت على شبكة الإنترنت يوم 13 مايو 2008. وبعد وقت قصير من صدور الألبوم، أصدرت الفرقة بيانا على MySpace الذي أوضح للجمهور ان «هذا ليس اسمي» قد وصلت إلى رقم 1 في اغانى المملكة المتحدة، وجاء البيان لتشجيع المشجعين لشراء النسخة القانونية من واحد من اجل البقاء على القمة.
وحصلت على جائزة أفضل فيديو في المملكة المتحدة عن أغنية "Shut Up and Let Me Go".
وقامت الفرقة بجولة في أستراليا ونيوزيلندا في أوائل عام 2009. 

## الألبوم المقبل
الفرقة بدأت كتابة الالبوم الثاني في باريس، فرنسا، ، وسوف يسجل الألبوم في برلين، في الفترة من أكتوبر تشرين الأول. وعلى الرغم من أنها لم تكمل كتابة أي أغنية من الالبوم حتى الآن، تقول كاتى وايت إلى أن الألبوم الجديد سوف يشهد بعض التغييرات الطفيفة على أدائها الغنائى.

## الطابع الموسيقي
تقول كاتى وايت:

وهناك عدد قليل من الناس ذكروا ان هناك بعض الطفولية في أغانينا. اعتقد ان هذا لان صوتي ليس مرتفعا جدا أو منخفض جدا، ويمكن لأي شخص أن يغنى مع الاغانى. أو ربما لدينا عقول تبلغ أربع سنوات من العمر! 

## الأعضاء

### كاتي وايت
كاثرين ربيكا وايت (ولدت في 1983  في Lowton، قرب لي، مانشستر الكبرى). كاتى ذهبت إلى مدرسة ثانوية في Lowton بالقرب من وارينغتون التي تملك مبنى كبيرا للفنون التمثيلية. وفي عام 1995، فاز جد كاتى كين وايت ب£ 6.6 مليون جنيه من اليانصيب الوطني وأعطى كل واحد من أبنائه الثلاثة مليون جنيه استرليني  ديفيد استخدم نصيبه من المال لبدء إدارة شركة الموسيقى، والتي وقعت مع فرقة كاتى TKO 

### جوليس دي مارتينو
جوليان دي مارتينو (المعروفة باسم 'جول') بدأ يلعب الطبول في سن ال 13. وعندما كان عمره 17 عاما، كان دي مارتينو لاعب درامز، وكاتب اغانى في فرقة تدعى Babakoto (إندري شائع.وبعدما فضت Babakoto، أصبح دي مارتينو المغني الرئيسي في فرقة آخرى تسمى «موجو بين»، الذي سمي على اسم الاغنية الأولى لجيف باكلي 'ق 1994 ألبوم غريس.

## جدول: قائمة الأعمال
ألبومات الاستوديو
- بدأنا لا شيء (2008)

## الجوائز والترشيحات
- MTV 2008
  - فيديو كليب لهذه السنة -- "Shut Up and Let Me Go"—ترشيح
  - بريطانيا أفضل فيديو Shut Up and Let Me Go'

فوز
- فودافون لايف موسيقى جوائز 2008
  - Xfm Live Breakthrough Act - فوز
- بريتيش تيليكوم الموسيقى الرقمية جوائز 2008
  - أفضل فنان البوب—ترشيح
- جوائز Q 2008
  - أفضل وجه جديد—ترشيح
  - أفضل أغنية- «هذا ليس اسمي»—ترشيح
  - أفضل فيديو -- «هذا ليس اسمي»—رشح
- إم تي في أوروبا موسيقى جوائز 2008
  - أفضل قانون المملكة المتحدة—رشح
- المملكة المتحدة مهرجان جوائز 2008
  - مهرجان موسيقى البوب قانون -- وون
  - الوافد الجديد على جوائز أفضل -- وون
  - النشيد الوطني للصيف -- وون
- على الشاشة خدمات ودي جوائز 2008
  - جوائز أفضل أداء—رشح
- جوائز نيكولوديون بريطانيا 2008
  - MTV الأغنية المفضلة—رشح
- الثلاثي ياء أحر 100، 2008
  - «إخرس ودعني اذهب»—موقف 78
  - واضاف «هذا ليس اسمي»—موقف 9
- جوائز بريت 2009
  - Best British Breakthrough Act—ترشيح
  - ماستركارد أفضل ألبوم البريطانية -- بدأنا لا شيء—ترشيح
- NME جوائز 2009
  - أفضل المسار—واضاف «هذا ليس اسمي»—ترشيح
- تي أستراليا جوائز 2009
  - أفضل الاختراق قانون—ترشيح
- ايفور نوفيلو جوائز 2009
  - ألبوم جوائز -- وون
  - أفضل أغنية معاصرة—ترشيح
- جوائز الحدود
  - أفضل ألبوم—بدأنا لا شيء—فوز
- سيدة العام
  - أفضل منتج جديد—ترشيح
  - أفضل فنان منفرد في المملكة المتحدة—ترشيح
- XFM جديد جوائز الموسيقى
  - الرنين تينغ—بدأنا لا شيء—ترشيح

## الروابط الخارجية
- ذا تينج تينجس على موقع IMDb (الإنجليزية)
- ذا تينج تينجس على موقع ميوزك برينز (الإنجليزية)
- ذا تينج تينجس على موقع رولينغ ستون (الإنجليزية)
- ذا تينج تينجس على موقع رولينغ ستون (الإنجليزية)
- ذا تينج تينجس على موقع أول ميوزيك (الإنجليزية)
- ذا تينج تينجس على موقع ديسكوغز (الإنجليزية)

- موقع آشانتي الرسمي
- وتينغ الرنين 'نحن ووك' استعراض

مقابلات
- تينغ الرنين المقابلة من 6/17/08 نسخة محفوظة 8 يناير 2009 على موقع واي باك مشين.
- مقابلة الطلاب تينغ الرنين مباشرة بعد جلاستنبري الأداء لعام 2008 لمنتدى الساحل الشرقي